# 국제극지년

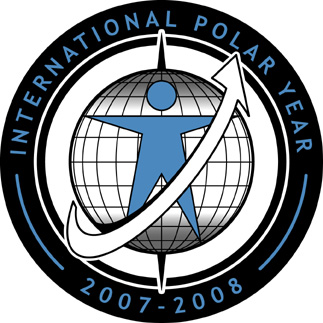

국제극지년(International Polar Year, IPY)은 극지 연구의 협업적이고 국제적인 노력이다. Karl Weyprecht는 1875년 이 이 노력에 동기를 부여하였으나 1882~1883년 발동 이전에 사망했다. 50년 후(1932~1933년) 제2차 IPY가 발동했다. 국제지구관측년(International Geophysical Year)은 이 IPY의 영향을 받아 만들어졌으며 제1차 IPY 이후 75년 후(1957~58년)에 조직되었다.